# Lucia Manca
Lucia Manca (Cagliari, 24 ottobre 1983) è una cantautrice italiana.

## Biografia
Ha iniziato a fare musica da piccola e ha esordito con il suo primo disco omonimo nel 2011 (Novunque/Self), con la produzione artistica di Giuliano Dottori degli Amor Fou. Negli anni successivi ha collaborato con Jolly Mare nel singolo Hotel Riviera e ha affiancato Populous dal vivo nel tour europeo di Night Safari.
Il suo secondo disco Maledetto e Benedetto è uscito il 4 Maggio del 2018 per Malinka Sound/Peermusic con la collaborazione di Matilde Davoli che ha curato la produzione artistica e nel 2020 ha pubblicato un nuovo EP di quattro brani, Attese Vol.1, per Factory Flaw/Peermusic, prodotto sempre da Matilde Davoli e Gigi Chord.
Ha aperto i concerti de Le luci della centrale elettrica e Myss Keta al FARM Festival. Nel 2020 il suo brano Eroi (scritto con Ivan Luprano) è stato selezionato nella colonna sonora di We Are Who We Are la miniserie televisiva italo-statunitense co-creata e diretta da Luca Guadagnino per HBO e Sky Atlantic.

## Discografia

### Album studio
- 2011 – Lucia Manca
- 2018 – Maledetto e Benedetto

### EP
- 2020 - Attese Vol.1
- 2021 – Atteze Vol.2

### Singoli
- 2018 – Maledetto
- 2018 – Bar Stazione
- 2018 – Eroi
- 2018 – Quello che lasci
- 2019 – Come un'onda
- 2019 – Toyboat
- 2019 – Come un'onda
- 2020 – Ricorderai
- 2021 – Su di me
- 2022 – Guilty Pleassure (con Francesco De Leo)
- 2024 – Ciao tristezza (con Angelica Schiatti)

### Compilation
- 2019 – Toyboat feat. Populous (cover Yoko Ono) - SuOno

## Formazione Live
- Lucia Manca - voce
- Gigi Chord - synth, tastiere
- Matilde Davoli - basso
- Andrea Rizzo - batteria

## Videografia
- Lucia Manca, Eroi, su YouTube.
- Lucia Manca, Maledetto, su YouTube.
- Lucia Manca, Bar Stazione, su YouTube.
- Lucia Manca, Noi, su YouTube.
- Lucia Manca, Come un'onda - live in studio, su YouTube.

## Collaborazioni
- Populous - Night Safari tour (2015-2016)
- Jolly Mare - Hotel Riviera (2016)
- Wemen - Good to Be Alive (2018)
- Populous - Toyboat (Yoko Ono) (2019)
- Populous & Lucia Manca - Roma (feat. Matilde Davoli) (2020)